# Fritz von Zehmen

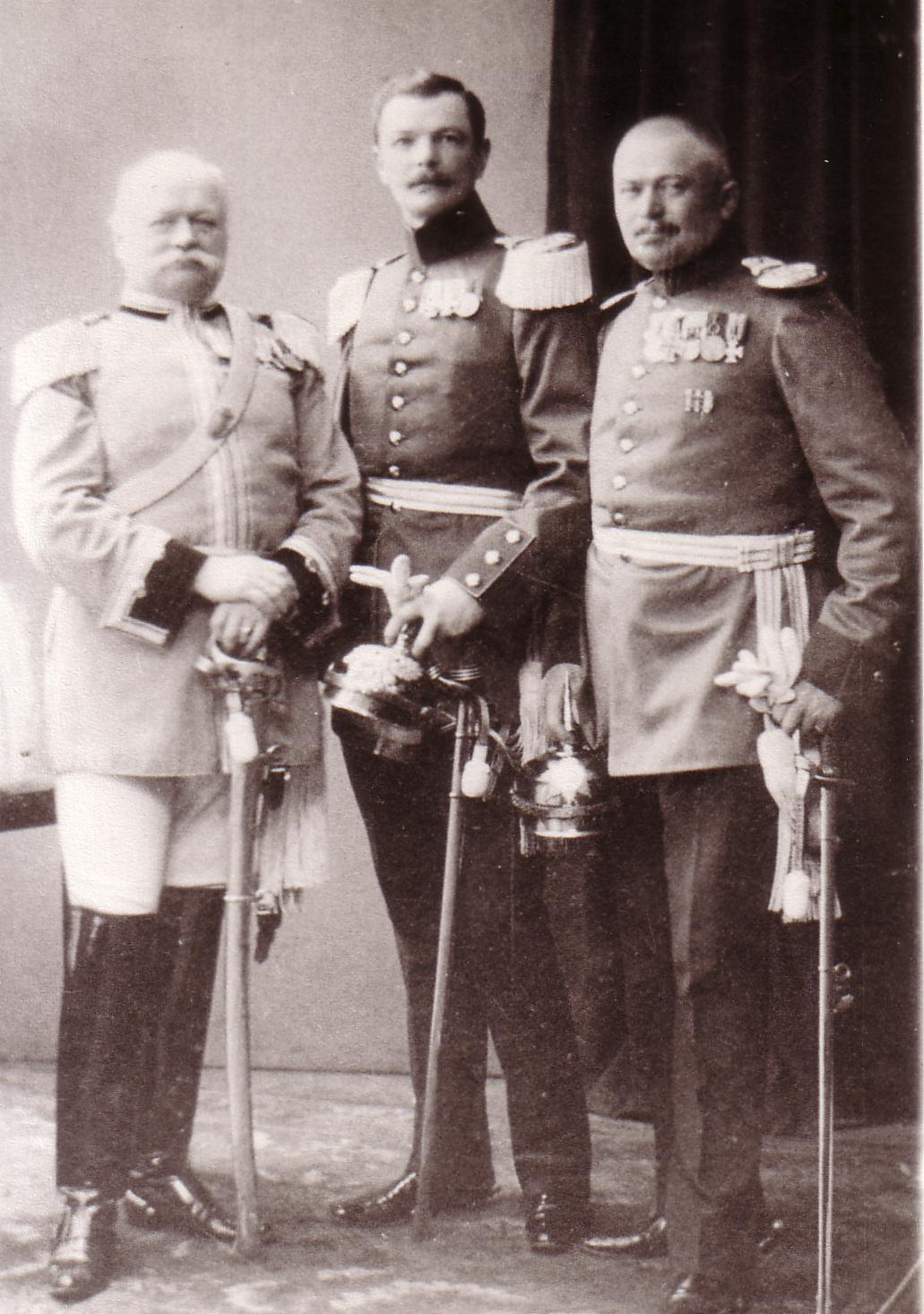
Major Moritz von Zehmen, Fritz von Zehmen, Horst von Zehmen (Weißig) – 31. März 1906

Hans Fritz Eduard von Zehmen (* 20. Mai 1860 in Coburg; † 1. November 1942 in Wernigerode) war ein preußischer Offizier, zuletzt Generalmajor im Ersten Weltkrieg.

## Leben und Militärkarriere
Nach seiner Schulbildung an der Bürgerschule und am Gymnasium in Gotha, besuchte Zehmen die Kadettenhäusern Oranienstein, Berlin und Groß-Lichterfelde.
Am 17. April 1880 wurde er als Portepeefähnrich dem 2. Magdeburgischen Infanterie-Regiment Nr. 27 der Preußischen Armee überwiesen. 1900 war er bereits Hauptmann und Kompaniechef. Zehmen verblieb in diesem Regiment mit Garnisonswechsel nach Halberstadt bis zur Beförderung zum Major am 27. Januar 1904. In den Kaisermanövern nahm er 1898 als Nachrichtenoffizier der 7. Division und 1903 beim IV. Armee-Korps teil. Am 18. Januar 1902 erhielt Zehmen den Roten Adler-Orden IV. Klasse und am 14. Juni 1905 das Dienstauszeichnungskreuz.
Bei der Beförderung zum Major folgte seine Versetzung in das 1. Hannoversche Infanterie-Regiment Nr. 74 nach Hannover. In diesem Regiment war er seit 1906 Kommandeur des I. Bataillons, war dann 1911 als Oberstleutnant beim Stab des Infanterie-Regiments „Graf Bose“ (1. Thüringisches) Nr. 31 in  Altona und wurde am 1. Oktober 1913 unter Beförderung zum Oberst zum Kommandeur des 4. Thüringischen Infanterie-Regiments Nr. 72 in Torgau ernannt.
Mit dem Regiment rückte Zehmen mit Ausbruch des Ersten Weltkriegs ins Feld und nahm unter anderem an den Kämpfen an der Gete, Mons, Le Cateau, an der Somme und Lizy teil. Für die Einnahme von Le Cateau am 27. August 1914 erhielt er im September das Eiserne Kreuz I. Klasse sowie das Komturkreuz des Herzoglich Sachsen-Ernestinischen Hausordens mit Schwertern. Am 20. September 1914 wurde er bei Morsain bei den Kämpfen an der Aisne schwer verwundet. Nach seiner Genesung kehrte er an die Westfront zurück, war vom 20. März bis 16. September 1915 Kommandeur der 16. Infanterie-Brigade sowie ab 23. November 1915 Kommandeur der stellvertretenden 16. Infanterie-Brigade. Am 27. Januar 1917 erhielt Zehmen das Patent als Generalmajor.
Zehmen war Ehrenritter des Johanniterordens.

## Familie
Er entstammte dem meißnisch-sächsischen Geschlecht der von Zehmen mit dem gleichnamigen Stammhaus Zehmen bei Leipzig, nördlich von Böhlen in Sachsen. Sein Vater war Benno von Zehmen (* 21. Dezember 1811; † 4. März 1906), Hauptmann a. D. im Herzogtum Sachsen-Coburg und Gotha und Kommandant der Veste Wachsenburg/Drei Gleichen. Seine Mutter war Luitgard, geborene von Griesheim (* 27. Juli 1815; † 14. Mai 1884), Hofdame der Herzogin Maria von Sachsen-Coburg und Gotha. Fritz von Zehmen hatte neun Geschwister.
Am 26. September 1886 vermählte sich Zehmen mit Mally Schulz (* 5. März 1865 in Magdeburg; † 24. Februar 1924 bei Oschatz). Sie war die Tochter des Sanitätsrats Schulz aus Magdeburg. Aus der Ehe gingen die zwei Töchter Elsa Luitgarde (* 15. Juli 1887 in Aschersleben; † 2. Mai 1954 in Gießen) und Luitgarde Renate (* 5. Januar 1892 in Halberstadt; † 1984) hervor.

## Werke
- Le Cateau. Ein Ehrentag des Inf.-Regiments 72. Beiträge zur Regimentsgeschichte, Verein der Offiziere des ehemaligen Königl. 4. Thüring. Infanterie-Regiments Nr. 72 (e.V.), Torgau 1921.